# Gokurakuin Sakurako
Gokurakuin Sakurako (極楽院櫻子 (Thanh Cực Lạc Anh Tử)) là bút danh của Sakura Ashika (さくら あしか), một nữ họa sĩ truyện tranh người Nhật Bản. Phần nhiều các tác phẩm của Sakura chủ yếu là các truyện tranh thể loại yaoi và shotakon. Một số tác phẩm nổi tiếng của bà có thể kể đến như Orion no Shōnen, Sekirei và Sensitive Pornograph.

## Các tác phẩm
- Anatadake Ga Suki (You are My One and Only)
- Kusuriyubi ni Himitsu no Koi (Secret Love on the Ringfinger)
- Adult na Kaihatsushitsu (The Exploration of Adulthood)
- Anoko to Boku to Anohito to (Honey Baby, Me, and the Other)
- Bucchouzura ni Koi wo Shite (Love is made with a Sullen Look)
- Himitsu no Kemonotachi (The Secret Beasts)
- Nemueru Kimi no Barairo no Kuchibiru (Your Rose-Colored Lips Can Sleep)
- Tenshi no Hâtorizumu (The Heart-Rhythm of Angels)
- Sensitive Pornograph
- Worlds End Garden
- Koiiro Kougyoku
- Pretty Standard
- Biroudo no Tensoku (The Velvet Footbindings)
- Adult na Kaihatsushitsu (The Exploration of Adulthood)
- Sekirei
- Night Walkers
- Tokyo Renaikitan
- Sekai no Owari ga Furu Yoru ni
- Boku no Suki na Sensei (The Teacher I Love)
- Returners ~Kigensha~[1]